# Alexandru de Hurmuzaki
 Alexandru baron de Hurmuzachi (în germană Alexander Freiherr von Hormuzaki) (n. 3 octombrie 1869, Cernăuți – d. 1945, Geneva) a fost un politician româno-austriac, membru al Camerei Superioare a Imperiului Austriac și ultimul căpitan (mareșal) al Ducatului Bucovinei.

## Origini
Alexandru a fost descendentul unei vechi familii fanariote din Principatul Moldovei, fiind nepotul lui Doxaki Hurmuzachi (1782–1857). Fiii lui Doxaki, Nicolae și Gheorghe, au primit titlul de baroni austrieci pe 20 iulie 1881 (Diploma la Viena, 2 octombrie 1881), în calitate de mari moșieri și deputați al Consiliului Imperial (Reichsrat). Viitorul politician a fost fiul lui Nicolae baron de Hurmuzaki (1826–1909) și al Nataliei de Stîrcea (Styrczea), fiind fratele lui Constantin Nicolae, jurist și cunoscut entomolog român precum și nepot de frate al lui Eudoxiu de Hurmuzaki.

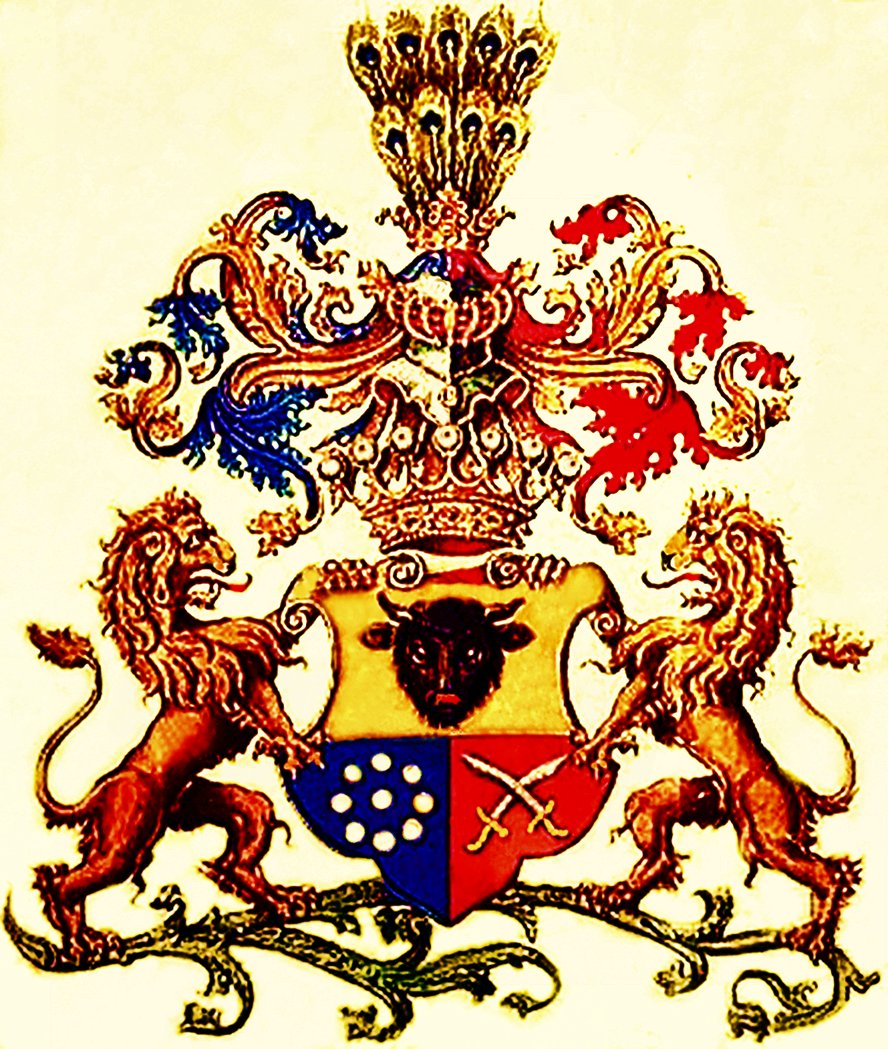
Stema baronilor de Hurmuzaki, 1881

## Biografie

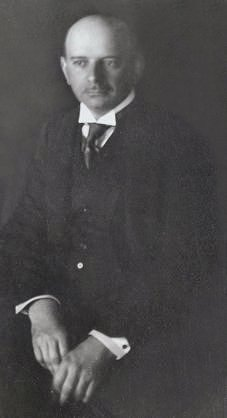
Alexandru baron de Hurmuzachi (1904)

Alexandru a crescut la moșia tatălui său din Cernăuca. A urmat cursurile liceului din Cernăuți, unde a luat bacalaureatul în 1888. După aceea a studiat dreptul la Viena și Cernăuți, unde a promovat.
Baronul a fost un funcționar superior la Ministerul de Interne dar a lucrat toată viața și ca avocat.
Alexandru a fost, ca tatăl său, vreme de mulți ani deputat al Dietei Bucovinei și până în 1911 membru al Consiliului Imperial la Viena. În acest timp, el s-a alăturat clubului lui Hohenwart. A devenit membru al Clubul Parlamentar Român în cadrul Consiliului Imperial, alături de George Popovici, Gheorghe Wassilko de Serecki și alți parlamentari români.  Guvernul de la Viena a avut nevoie de voturile lor pentru a dobândi majoritatea necesară pentru adoptarea diverselor propuneri legislative. Astfel, românii putut obține unele beneficii, între care crearea unui număr de clase paralele românești la Gimnaziul german din Cernăuți și altele. El a fost de asemenea co-fondator al ziarului "Gazeta Bucovinei" (1898). În același an, Regele Carol I l-a decorat cu prilejul vizitei sale în Bucovina cu Ordinului regal român „Steaua României” cu rangul de ofițer.
După ce Gheorghe Wassilko de Serecki n-a mai fost voit să conducă țara, Alexandru a fost numit de către împarat mareșal al Ducatului Bucovinei în ziua de 27 mai 1911, precum fusese în trecut unchiul său, baronul Eudoxiu Hurmuzachi. El a deținut această funcție până la dizolvarea parlamentului pe 12 noiembrie 1918. În afară de continuarea dezvoltării drumurilor și electrificării în țară, Hurmuzachi s-a angajat vehement pentru dezvoltarea învățământului și clădirea de școli în provincie. De asemenea a forțat construcția de clădiri publice în capitală. La 1 iulie 1914 politicianul a fost onorat cu Ordinul Franz Joseph în grad de comandor cu stea. Această înaltă distincție după trei ani de administrare a fost un act de recunoaștere a realizărilor făcute, în special pentru punerea în aplicare a planului de restaurare a țării, inițiat de împăratul Franz Joseph I.
În calitatea sa de ultim căpitan al Bucovinei, el a refuzat, în ciuda cererilor insistente ale noii administrații române, de a se pune în serviciul acesteia, deoarece, așa cum a explicat, el făcuse un jurământ de credință față de împărat și onoarea îi interzicea să calce acest jurământ. După unirea Bucovinei cu România a fost ales în Senatul României, reprezentând Partidul Democrat al Unirii.
Hurmuzachi nu a fost căsătorit și nu a avut descendenți.